# Luka
LUKA（ルカ、1997年3月1日 - ）は、日本のシンガーソングライター。愛知県出身、血液型はA型。

## 経歴
愛知県岡崎市に生まれる。高校在学中に芸能事務所のレプロエンタテインメントにスカウトされ、所属。数々のドラマ、映画、CMに出演した。高校卒業と同時に、愛知県から東京に上京。国際大学に進学。音楽活動を行う為、所属事務所を退社。同年、下野ヒトシに音楽理論、作詞・作曲を学ぶ。

## 年譜
2023年
- 3月1日Youtubeにて自身初の楽曲「決戦レイジー」MV公開。
- 5月24日自身初 1st Single 「愛まかせ」リリース。　Apple Musicでは最新プレイリスト、注目プレイリストに選出。Spotifyでは公式プレイリスト「キラキラポップジャパン」「Early Noise」の上位に選出。ZIP-FM HOT100に愛まかせが18位ランクイン。　学生団体CRJ TOKYO ウィークリーランキング1位獲得。
- 8月9日自身初の全国流通盤EP「宇宙船メモリー」　発売開始。
- ZIP-FM 「×music」にてthe quiet room Vo.菊池氏と対談。
- J-WAVE 「新ベッドルーム・ポップを特集！」にてYama×ふくりゅう氏（音楽コンシェルジュ）が対談し「みんなが放っておかない存在」になりそうなアーティストとしてLUKAを紹介。

2024年　　
・2月14日2nd Single 「アイランド」　デジタル配信リリース。Youtubeでは再生数8万回を突破。
・5月29日3rd Single 「もしもいま恋をして」　デジタル配信リリース。
・USEN HITSランキングTOP10ランクイン獲得。
・8月7日3rd Single 「夏の煌めき」　デジタル配信リリース。